# Detlef Detlefsen
Sönnich Detlef Friedrich Detlefsen (født 25. september 1833, død 21. juli 1911) var en tysk filolog.
Detlefsen var 1879-1904 gymnasierektor i Glückstadt. Han udgav en udgave af Plinius den ældres Naturalis historia og forestod en række undersøgelser om denne forfatter. Detlefsens Die Entdeckung des germanischen Nordens im Altertum (1904) er en indgående og idérig fremstilling af de ældre antikke forfatteres oplysninger om Norden, men indeholder en hel del senere betvivlede tolkninger.